# Arjan Veurink
Arjan Veurink (* 23. September 1986 in Ommen) ist ein niederländischer Fußballtrainer.

## Karriere
Nachdem Veurink bis 2007 Jugendtrainer bei OZC war, wurde er vom FC Twente Enschede im Jahr 2010 als Co-Trainer für deren Frauenmannschaft unter Vertrag genommen. Hier wirkte er bis 2010 und stand anschließend beim ATC '65 bis 2012 an der Seitenlinie. Daraufhin wurde er als Cheftrainer von Twente berufen und stand ab der Saison 2012/13 in der BeNe League sowie später wieder in der Eredivisie an der Seitenlinie. In vier Jahren gewann er jeweils vier Mal den Titel als Landesmeister, einmal den nationalen Pokal und erreichte mit der Mannschaft die Qualifikation für die Champions League.
Ab 2017 war er Co-Trainer im Stab von Sarina Wiegman, mit der er mit der niederländischen Frauenfußballnationalmannschaft die Europameisterschaft 2017 gewann und bei der Weltmeisterschaft 2019 das Finale erreichte. Mit dem Wechsel von Wiegman zum englischen Verband wurde sein Wechsel beim niederländischen Verband beantragt, welcher bedingt durch die Verschiebung von Olympia 2020 erst im September 2021 stattfand. So assistierte er ihr bei der englischen Nationalmannschaft, welche die Europameisterschaft 2022 gewann.
Im April 2025 wurde bekannt, dass er nach der Europameisterschaft 2025 welche in der Schweiz stattfindet. Neuer Trainer der niederländischen Nationalmannschaft werden soll. Er erfolgt damit auf den bisherigen Nationaltrainer Andries Jonker.  Dieses ist gleichzeitig seine erste Station als Cheftrainer.  Auch ist es eine Rückkehr zur niederländischen Frauenfußball Nationalmannschaft. Bei der er bereits Co-Trainer war.